# Agelaius xanthomus
Agelaius xanthomus là một loài chim trong họ Icteridae.

## Hình ảnh

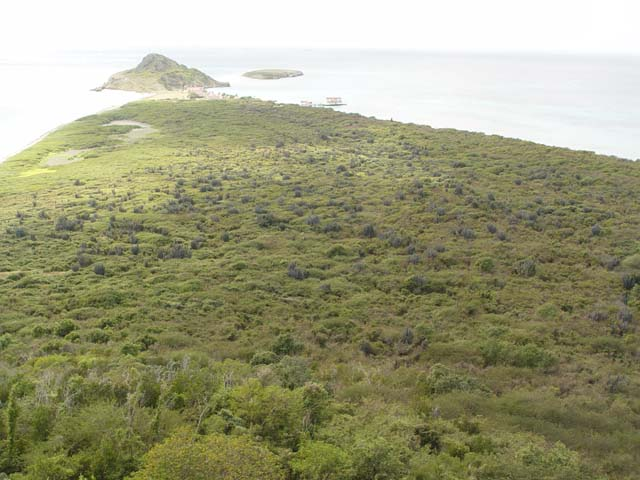